# 250B busz (Budapest)
A budapesti 250B jelzésű autóbusz a Kelenföld vasútállomás és a Savoyai Jenő tér (Törley tér) között közlekedik. A járatot az ArrivaBus üzemelteti.

## Története
2016. június 6-ától a 250-es busz Törley térig közlekedő betétjáratai a 250B jelzéssel közlekednek. Csak hétköznap csúcsidőszakban, illetve ünnepnapokon egész nap közlekedik.
2018. október 3-ától Kelenföld vasútállomás felé a Jogar utcánál is megáll.

## Útvonala
| Savoyai Jenő tér (Törley tér) felé |
| Kelenföld vasútállomás M vá. – Zelk Zoltán út – Péterhegyi út – Egér út – Péterhegyi út – Horogszegi határsor – Tordai út – Tegzes utca – Remete utca – Arany János utca – Regényes utca – Kiránduló utca – Kertész utca – Gádor utca – Mező utca – Ferenc utca – Pannónia utca – Tóth József utca – Mária Terézia utca – Leányka utca – Törley tér – Savoyai Jenő tér (Törley tér) vá. |
| Kelenföld vasútállomás felé |
| Savoyai Jenő tér (Törley tér) vá. – Anna utca – Savoyai Jenő tér – Kossuth Lajos utca – Tóth József utca – Temető utca – Mező utca – Gádor utca – Kertész utca – Falka utca – Arany János utca – Remete utca – Tegzes utca – Tordai út – Horogszegi határsor – Péterhegyi út – Egér út – Péterhegyi út – Zelk Zoltán út – Kelenföld vasútállomás M vá.                                  |

## Megállóhelyei
Az átszállási kapcsolatok között az azonos útvonalon, de a Törley téri végállomás érintése nélkül Savoya Parkig közlekedő 250-es busz nincs feltüntetve.
| 0  | Kelenföld vasútállomás M végállomás      | 25 | 1, 19, 49 8E, 40, 40B, 40E, 53, 58, 87, 87A, 88, 88A, 101B, 101E, 108E, 141, 150, 150B, 153, 154, 172, 173, 187, 188, 188E, 251, 251A, 251E, 272 689, 691, 710, 712, 715, 720, 722, 724, 725, 727, 731, 732, 734, 735, 736, 760, 762, 763, 764, 767, 770, 774, 775, 778, 779, 798, 799 S10 G10 S12 S30 Z30 S34 S35 S36 S40 G40 Z40 S42 Z42 G43 G44 IC, EC, EN, sebesvonat, gyorsvonat, expresszvonat, |
| 0  | Zelk Zoltán út (Menyecske utca)          | 24 | 150, 150B, 153, 154, 251, 251A |
| 1  | Igmándi utca                             | 23 | 150, 150B, 153, 251, 251A |
| 2  | Őrmezei út                               | 22 | 150, 150B, 153, 251, 251A |
| 4  | Bolygó utca                              | 19 | 150, 150B, 153, 251, 251A |
| 5  | Olajfa utca                              | 19 | 150, 150B, 251, 251A, 251E |
| 6  | Kápolna út                               | 18 | 150, 150B, 251, 251A |
| 6  | Kelenvölgy-Péterhegy                     | 17 | 150, 150B, 251, 251A, 251E 41 |
| 7  | Tordai út                                | 16 | 150, 150B, 251, 251A |
| 9  | Szabina út                               | 15 | 150, 150B, 251, 251A, 251E |
| ∫  | Jogar utca                               | 14 | |
| 10 | Hír utca                                 | 14 | |
| 11 | Zöldike utca                             | 13 | |
| 12 | Szebeni utca                             | 12 | |
| 13 | Regényes utca                            | 11 | |
| 14 | Kiránduló utca                           | ∫  | |
| ∫  | Arany János utca                         | 10 | |
| 15 | Árpád utca                               | 9  | |
| 16 | Lőcsei utca                              | 8  | 58, 158 |
| 17 | Víg utca (Sporttelep)                    | 7  | 58, 158 |
| 18 | Mező utca                                | ∫  | 58, 158 |
| ∫  | Budafoki temető                          | 6  | 58, 158 |
| ∫  | Kereszt utca                             | 5  | 58, 158 |
| 20 | Komló utca                               | ∫  | 58, 141, 158 |
| 22 | Tóth József utca                         | 3  | 33, 58, 114, 141, 158, 213, 214 |
| 24 | Városház tér                             | 2  | 33, 58, 114, 133E, 141, 158, 213, 214, 251, 251A, 251E 47, 56 S30 G30 S34 S35 S36 S40 S42 G43 G44 (Budafok megállóhely) |
| 25 | Savoyai Jenő tér                         | 1  | 33, 58, 114, 133E, 141, 158, 213, 214, 251, 251A, 251E 47, 56 |
| 26 | Savoyai Jenő tér (Törley tér) végállomás | 0  | 141, 251E |